# Vladimir Uzelac
Vladimir Uzelac (...) è un ex giocatore di football americano serbo, che ha giocato nel ruolo di offensive lineman.